# Neuenahrer Berg
Der Neuenahrer Berg im Gebiet der Stadt Bad Neuenahr-Ahrweiler im rheinland-pfälzischen Landkreis Ahrweiler ist eine 340 m ü. NHN hohe Erhebung in der nördlichen Eifel. Auf ihm befinden sich die Ruine der Burg Neuenahr sowie ein Aussichtsturm.

## Geographie

### Lage
Der Neuenahrer Berg befindet sich unmittelbar südlich der Kreisstadt Bad Neuenahr-Ahrweiler und gilt als deren Hausberg. Am nördlichen Fuß des Berges fließt die Ahr in West-Ost-Richtung. Auf der anderen Flussseite liegt ihm in nordöstlicher Richtung die Landskrone gegenüber.

## Geologie
Geologisch handelt es sich beim Neuenahrer Berg um einen als Basaltkegel stehengebliebenen Härtling, der von der Ur-Ahr aus einer im Tertiär aufgewölbten Devondecke aus Grauwacke abgetragen wurde. Im Gipfelbereich sind einige Aufschlüsse von Säulenbasalt zu sehen.

## Geschichte
Die Burg Neuenahr auf dem Gipfel, die Graf Otto von Neuenahr im 13. Jahrhundert auf dem Berg bauen ließ, wurde im Jahr 1372 bei einer Fehde auf Anweisung des Kölner Erzbischofs Friedrich III. von Saarwerden von Bürgerschützen aus Ahrweiler zerstört. Nach dem Erlöschen des Grafengeschlechtes in männlicher Linie hatten sich dort Raubritter festgesetzt. Auf dem Burggelände wurde 1972 ein runder Aussichtsturm aus Stahlbeton erbaut. Des Weiteren befindet sich dort ein neuzeitlicher Pavillon des Eifelvereins.